# Herramientas de diseño asistido
Se denomina herramientas de diseño asistido a un conjunto de herramientas que permiten el diseño asistido por computador. Es frecuente utilizar la sigla CAD, del inglés Computer Aided Design, para designar al conjunto de herramientas de software orientadas fundamentalmente, pero no exclusivamente, al diseño (CAD), la fabricación (CAM) y el análisis (CAE) asistidos por computadora en los ámbitos científico e industrial.

## Historia
Inicialmente estos programas se limitaban a pequeñas aplicaciones centradas en el dibujo técnico en dos dimensiones que venían a sustituir el tradicional tablero de dibujo, ya que ofrecía ventajas para la reproducción y conservación de los planos y reducía el tiempo de dibujo, permitiendo además usar elementos repetitivos y agilizar los cambios. Se podría comparar a las ventajas de los primeros procesadores de textos frente a la máquina de escribir.
Sus comienzos se vieron frenados por estar destinados a un grupo de usuarios muy reducido y requerían, además, de un hardware muy potente. Por no hablar de la resistencia de muchos profesionales a adoptar estas tecnologías. Pero su potencial, el incremento de potencia del hardware y la importancia de las empresas que los usaban (entre los que ha destacado la industria de la automoción) permitieron que poco a poco estas herramientas alcanzaran las tres dimensiones y fueran incluyendo curvas complejas, superficies y, finalmente, sólidos. Hasta llegar a los complejos sistemas asociativos y paramétricos que permiten realizar todo el diseño de un automóvil o un avión, someterlos a pruebas de choque, temperaturas, etc., realizar toda la infografía de marketing, realizar prototipos y, por supuesto, fabricarlos, programando y controlando las máquinas que los fabrican y comprobando después los resultados obtenidos. Todo ello en tiempos impensables hace veinte años.

## Actualidad
Actualmente estos sistemas están conectados a los sistemas de gestión y producción de tal forma que ya desde la fase de diseño se puede saber el coste del producto final, controlar los stocks de componentes y materiales para su fabricación y, en fin, todo lo que uno pueda imaginar.
Hemos pasado de tener una representación de un plano en pantalla a tener un modelo virtual del que podemos obtener datos, montar en otros modelos, hacerlo adaptativo, imprimirlo, fabricarlo. El siguiente paso fueron los llamados sistemas expertos que permiten recoger reglas y normas de forma que el sistema guía al usuario en la toma de decisiones. Y ahora se persigue recoger el conocimiento y la experiencia del usuario y que el sistema aprenda, teniendo en cuenta estética, ingeniería, fabricación y calidad.

## Evolución
La evolución de estos sistemas ha permitido avances impresionantes en la industria, de los que hoy se benefician desde los satélites hasta las batidoras domésticas.
Importancia de las empresas que los usaban (entre los que ha destacado la industria de la automoción) permitieron que poco a poco estas herramientas alcanzaran las tres dimensiones y fueran incluyendo curvas complejas, superficies y, finalmente, sólidos. Hasta llegar a los complejos sistemas asociativos y paramétricos que permiten realizar todo el diseño de un automóvil o un avión, someterlos a pruebas de choque, temperaturas, etc., realizar toda la infografía de marketing, realizar prototipos y, por supuesto, fabricarlos, programando y controlando las máquinas que los fabrican y comprobando después los resultados obtenidos. Todo ello en tiempos impensables hace veinte años.